# جو يوينغ إستيس
جو يوينغ إستيس (بالإنجليزية: Joe Ewing Estes)‏ (و. 1903 – 1989 م)هو ضابط، ومحامي، وقاضي من الولايات المتحدة الأمريكية .

## الخدمة العسكرية
خدم في بحرية الولايات المتحدة.